# دورنبورغ-كامبورغ
دمبورغ كامبورغ (بالألمانية: Dornburg-Camburg) هي بلدة ألمانية تقع في ألمانيا في تورينغن. يقدر عدد سكانها بـ 4,019 نسمة .